# زهري بن جراح

زهري بن جراح بن صايل الثوري من قبيلة سبيع مؤسس بلدة عنيزة في القرن السابع الهجري بعد انتقاله هو واخيه زهير من الخرمة لقتلهما ابن عمهم إلا أن عمهم عفا عنهما فسميا بالعتايقة نسبة للعتق من الدم المطلوبين فيه فعاد اخوه زهير إلى الخرمة اما هو فبقي هناك حتى تكاثرت ذريته فحكموا عنيزة ووادي الجناح بعد أن استولو عليه من اهله الجناح من بني خالد ولا زالت الامارة تحت حكم ذريته.

## انتقاله إلى عنيزة وتعميرها
انتقل في بداية امره من الخرمة غرب نجد إلى وادي رغبة ثم في عام 630 هـ تقريبا  ارتحل زهري بن جراح وجماعته من وادي رغبة، من قرى المحمل في منطقة العارض، قادما إلى روضة عنيزة، في القصيم، فنزل جنوب غربي الجَنَاح، بالقرب من بئر أم القبور.
وأنجب زهري بن جراح أبناءه الأربعة سرور، علي، غنام، عويمر. فعمَّر آل جَرَّاح روضة عنيزة، فابتنوا بيوتهم، واستقروا فيها، وأسسوا ديرها ( أحيائها )، وقد كانوا أول أمرهم يغزونها في الصيف، ويضعنون عنها في الشتاء فكان أول ما أنشأ فيها ديرة المليحة عام 630هـ. ثم الخريزة، ثم الجادة، على التوالي.
وكان آخر ديرة تم إنشاؤها ديرة العقيلية وقد أنشأها عقيل بن إبراهيم بن موسى بن محمد بن بكر بن عتيق بن جبر بن نبهان بن سرور بن زهري بن جراح الثوري وكان ذلك في حدود عام 900 هـ.